# زرین اوزر
زرین اوزر (ترکی استانبولی: Zerrin Özer؛ زادهٔ ۴ نوامبر ۱۹۵۷) خوانندگی اهل ترکیه است. وی از سال ۱۹۷۵ میلادی تاکنون مشغول فعالیت بوده‌است.

## زندگی
او در سال ۱۹۵۷ در آنکارا به دنیا آمد در سال‌های ۱۹۷۸ تا ۱۹۸۰ با ارکستر گلیشیم استانبول روی ساز جاز و پروژه‌های موسیقی رقص کار کرد. او بابت آلبوم Gonul جایزه آلبوم طلایی را گرفت. او در سال ۲۰۰۶ با لونت سورن ازدواج کرد و ۲ سال بعد از او جدا شد. در همان سال ۲۰۰۶ اون یک خودزندگی‌نامه نوشت و منتشر کرد.
در طی عمل جراحی که روی پایش بود، یک چاقوی جراحی در بدن او باقی مانده بود و بعدها برای از برداشتن این چاقو جراحی دیگری که ناموفق بود روی وی انجام شد که طی آن به طناب نخاعی او آسیب رسید، پس از استفاده از صندلی چرخدار برای ۱٫۵ سال، او توانست بعد از درمان دوباره راه برود.
در ۱۶ ژوئن ۲۰۱۹، او با مورات آکینجا ازدواج کرد که ۲۷ سال از او جوان‌تر است. یک روز پس از این ازدواج اوزر تقاضای طلاق کرد که همسرش را به کلاه‌برداری و ارتباط با عدنان اوکتارمتهم کرد. طلاق آن‌ها در ۳۰ ژانویه ۲۰۲۰ به رسمی شد.